# 努唐·安·羅斯
努唐·安·羅斯（Ann Rose Nu Tawng，1975年—）是缅甸的一名天主教聖方濟修女。她在2021年不惜犧牲生命也要保護他人，而引起了天主教教皇和英國廣播公司的注意，使她成為BBC巾帼百名之一。

## 生平
努唐·安·羅斯是聖方濟的修女。
當警察在密支那追捕年輕的抗議者時，她因而被注意到了。抗議者帶着他們製造的盾牌和安全帽，而警察則是全副武装。抗議活動發生在2021年2月1日翁山蘇姖被軍方推翻之後。努唐‧安‧羅斯跪下懇求警方不要對她收容在她診所的年輕人暴力相向。她指出，群眾是在和平抗議，但警方表示他们需要履行職責。努唐‧安‧羅斯建議如果他们需要殺人，那麼她願意獻出自己的生命。
當警方的討論被一名觀察員拍下並發佈在網路上，而被BBC和《衛報》报道。教皇後來評論她的犧牲舉動。
2021年12月，BBC將她評為BBC 100 名女性之一。